# Ouragan Andrew
L’ouragan Andrew a été l'un des plus destructeurs qui aient frappé les États-Unis. Parti du nord-ouest des Bahamas, a fait rage du 16 août au 28 août 1992, s'éteignant dans le centre de la Louisiane après avoir traversé le sud de la Floride et la région de Miami.
Originellement classé comme un ouragan de catégorie 4 lorsqu'il était au-dessus de Miami, il a été classé après coup en catégorie 5 par le National Hurricane Center américain, soit la catégorie la plus élevée à l'époque. Il a causé 26 milliards $US de dégâts (45 milliards $US de 2005) ce qui en a fait le plus coûteux de l'histoire américaine, dépassant les coûts engendrés par l’ouragan Hugo, jusqu’au passage de l'ouragan Katrina en 2005.

## Situation météorologique
Andrew a commencé modestement comme onde tropicale qui a émergé de la côte occidentale de l'Afrique le 14 août. Sous l'influence d'une crête barométrique au nord, l'onde se déplaça rapidement vers l'ouest. Une zone de convection atmosphérique se développa selon un axe passant au sud des Îles du Cap-Vert et le 15 août, les météorologues ont commencé à prévoir son développement selon la technique de Dvorak. L'activité orageuse se concentra et des bandes en spirale commencèrent à se former autour du système maintenant entré en rotation.

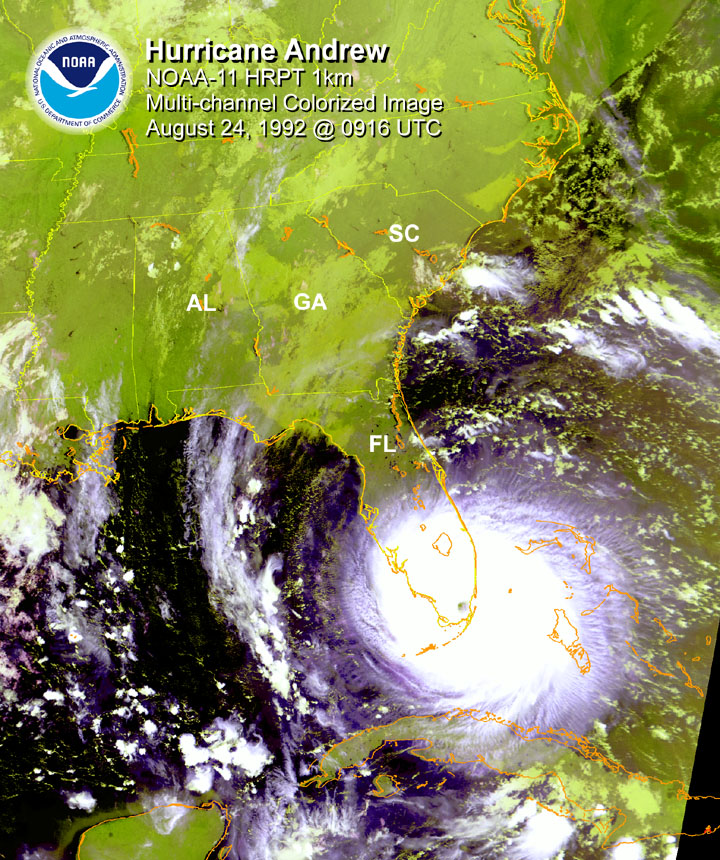
Andrew traversant la Floride

L'onde donne naissance à une dépression tropicale le 16 août à environ 2 625 km à l'est-sud-est de la Barbade,. Dans un flux d'altitude d'Est, la dépression se dirige vers l'ouest-nord-ouest à 32 km/h. Le développement du système fut d'abord lent, à cause d'un cisaillement des vents défavorable mais un affaiblissement de celui-ci permet à la dépression de passer au stade de tempête tropicale Andrew le 17 août vers 12h TU. Tôt le 18 août, continuant de resserrer sa circulation et déployant des bandes de convection vers l'ouest, le vents notés atteignit 85 km/h. Par la suite, l'activité orageuse diminua durant un cycle diurne et la tempête vira vers le nord-ouest à cause d'un cisaillement du sud-ouest venant d'un anticyclone d'altitude.
Le 19 août, les chasseurs d'ouragans du NOAA volèrent dans la tempête mais ne purent découvrir un œil bien défini et le lendemain, un vol subséquent trouva que la tempête s'était amoindrie et que seule la circulation près de la surface maintenait encore le système. La pression centrale remonta à la pression plutôt élevés de 1 015 hPa et que les vents en haute altitude atteignaient un très peu favorable 130 km/h.
La dépression d'altitude devint ensuite un simple creux barométrique qui augmenta le cisaillement au-dessus d'Andrew. En même temps, un fort anticyclone se développait sur le sud-est des États-Unis qui repoussa la trajectoire d'Andrew de nord-ouest vers ouest. Cependant, la convection se réorganisa et on remarqua que le flux sortant des orages en altitude devint plus défini.
Un œil émergea finalement à l'aube du 22 août 1992, à environ 1 040 km à l'est sud-est de Nassau (Bahamas) ce qui classa Andrew comme un ouragan. Six heures après cela, ses vents avaient atteint une vitesse de 165 km/h et on croyait que l'ouragan suivait une trajectoire qui passerait près de Jupiter (Floride). Malheureusement, la situation se détériora le soir même avec un développement très rapide de l'ouragan. La pression centrale diminua à 922 hPa au cours des vingt-quatre heures suivantes et ses vents s'intensifièrent. Le 23 août à 18h TU, Andrew atteignit la catégorie 5 de l'échelle de Saffir-Simpson, la plus élevée, juste au large de l'île d'Eleuthera dans les Bahamas, avec des vents estimés à 240 km/h mais qui furent plus tard réévalués à 250 km/h. En même temps, un autre petit cyclone tropical, avec des vents de 55 km/h, se trouvait à 150 km du centre d'Andrew.
À 21h TU le 23 août, Andrew frappait à Eleuthera avec des vents de 260 km/h. Il faiblit légèrement par friction en traversant les Îles Berry avec les vents diminuant à 240 km/h mais pas pour longtemps car il regagna de la force en retournant sur les eaux chaudes du Golfe de Floride. Son œil s'élargit et la convection dans son mur s'accrut.

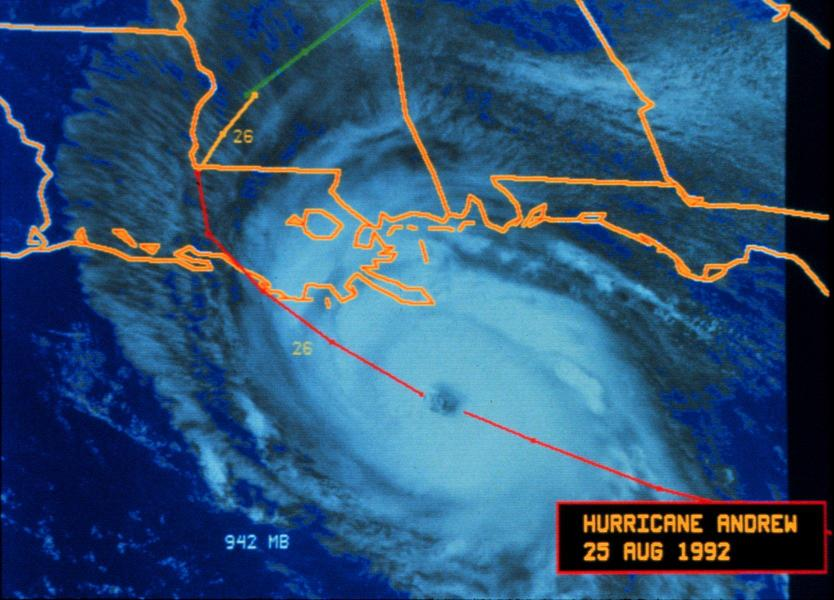
Image satellitaire de l'ouragan Andrew approchant de la Louisiane

À 8h40 TU le 24 août, Andrew toucha une des îles des Keys, Elliott Key, avec des vents de 270 km/h et une pression centrale de 926 hPa. Il se dirigea ensuite vers Miami, sur la pointe de la Floride frappant en premier la banlieue de Homestead. L'œil passant d'Est en Ouest sur le sud de la Floride continua à se renforcer et les chasseurs d'ouragans rapportèrent que le mur de l'œil était plus chaud deux heures après sa frappe malgré la friction. Cependant l'ouragan prit quatre heures à traverser la Floride et perdit ensuite un peu de vigueur pour émerger sur le Golfe du Mexique avec des vents de 215 km/h. Il prit ensuite une direction ouest-nord-ouest car l'anticyclone lui barrant la route avait faibli.
À nouveau sur des eaux chaudes, Andrew se réintensifia et tard le 25 août, ses vents atteignaient 235 km/h. Sa trajectoire courba vers le nord-ouest dans le flux d'altitude mais un creux barométrique dans ce flux le ralentit. À 8h30 TU le 26 août, il toucha terre à environ 32 km de Morgan City en Louisiane, une zone peu peuplée, avec des vents de 185 km/h.
L'ouragan Andrew diminua d'intensité rapidement en passant sur les terres et en tournant vers le nord à nord-est. Dix heures plus tard il entrait sur l'État du Mississippi le 27 août. En accélérant vers le nord-est, il redevint une tempête tropicale qui fut absorbée par un front approchant de l'ouest. Elle devint une dépression extratropicale en mi-journée le 28 août en atteignant les Appalaches. Cette dépression perdit son identité propre par la suite mais donna beaucoup de pluie aux États au sud-est des Grands Lacs

## Préparations
Gravement touché par cinq ouragans importants entre 1944 et 1950, le sud de la Floride n'avait pas connu de catastrophes naturelles sérieuses depuis quatre décennies. C'est d'ailleurs pourquoi les premières informations au sujet du cyclone n'inquiétèrent pas la population. Cependant, lorsque la menace se précisa, la situation changea. Aux Bahamas, les météorologues prédirent finalement une onde de tempête de 3 à 5 mètres et jusqu'à 200 mm de pluie. Pour la Floride, l'onde de tempête devait atteindre de 2 à 3 mètres pour la côte Est et jusqu'à 4 mètres dans les Keys et sur la côte Ouest. Quelques tornades isolées étaient possibles pour le sud et le centre de la Floride les 23 et 24 août. Une évacuation obligatoire de la côte des Bahamas et de la Floride était émise à 17h locale le soir du 23 août et devait être complétée pour 23h. La télévision et la radio américaines diffusèrent des messages d'alerte et plus d'un million de personnes quittèrent leur foyer, en affrontant les vents violents et la pluie diluvienne. Ceux qui restèrent, se réfugièrent dans des abris de béton. Au moins 1 500 soldats de la Garde nationale furent déployés pour prévenir le pillage.
En Louisiane, l'édifice de la South Bell Telephone et le Quartier français à La Nouvelle-Orléans furent entourés de sacs de sable. L'on manqua de sacs de sable pour les autres secteurs. Les portes d'évacuation des digues furent fermées tout autour de la ville. Les vols se dirigeant ou partant de cette ville furent annulés. Plus de deux millions de personnes vivant le long des côtes de la Louisiane, du Mississippi et du Texas ont reçu un ordre d'évacuation.

## Impacts
Ce sont les vents qui ont causé le plus de dommages aux Bahamas et en Floride en brisant les infrastructures et les bâtiments. Le passage rapide d’Andrew n'a laissé que relativement peu d'accumulations de pluie, sauf sur l'extrême sud-est de la Floride, ce qui a limité les inondations. Par contre, en Louisiane les quantités de pluie furent non seulement plus élevées mais très étendues.

### Bahamas
Les dommages sont estimés à 250 millions de $US aux Bahamas, en particulier sur l'île Eleuthera.

### Floride

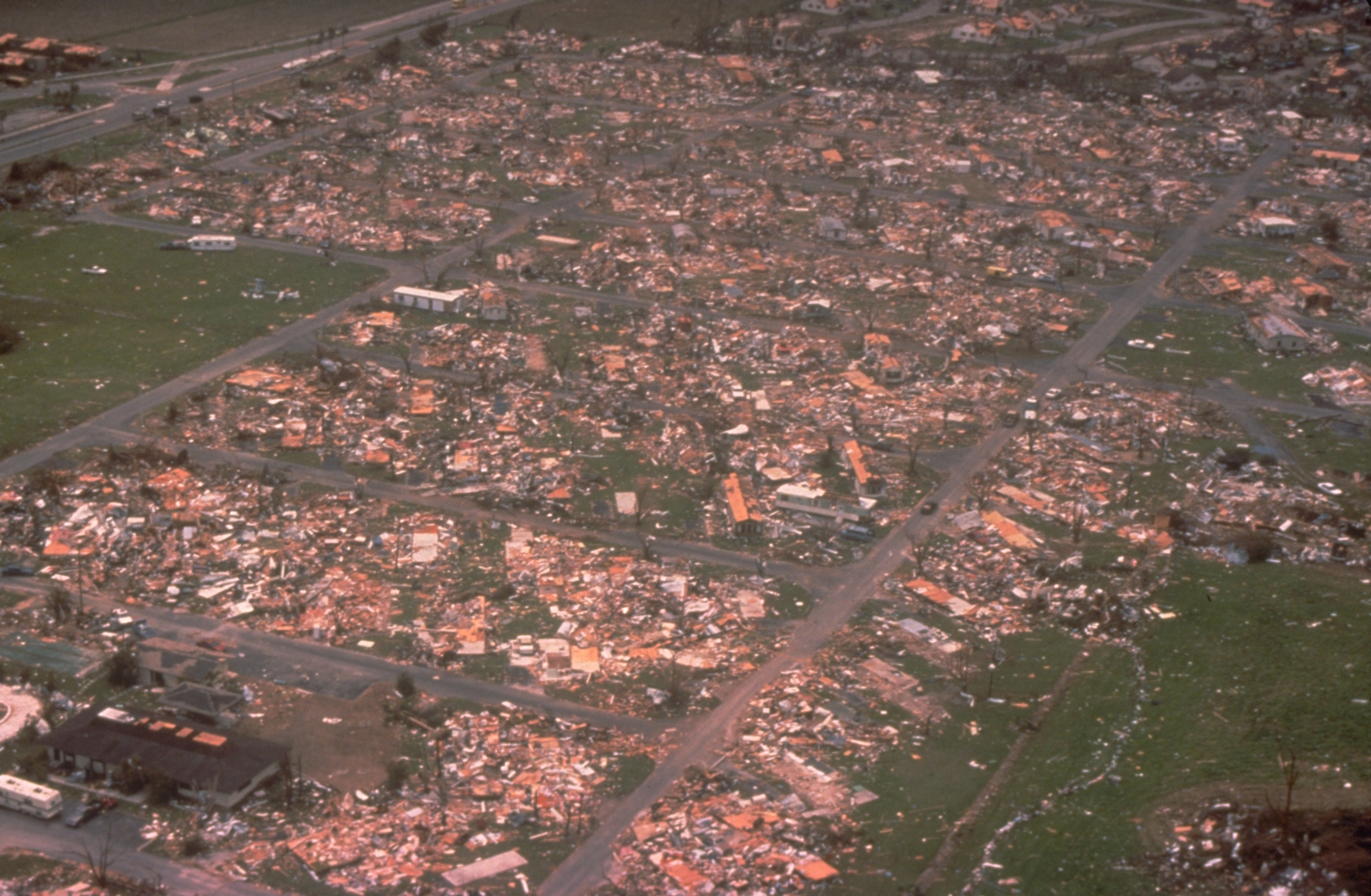
Toute une banlieue de Miami rasée.

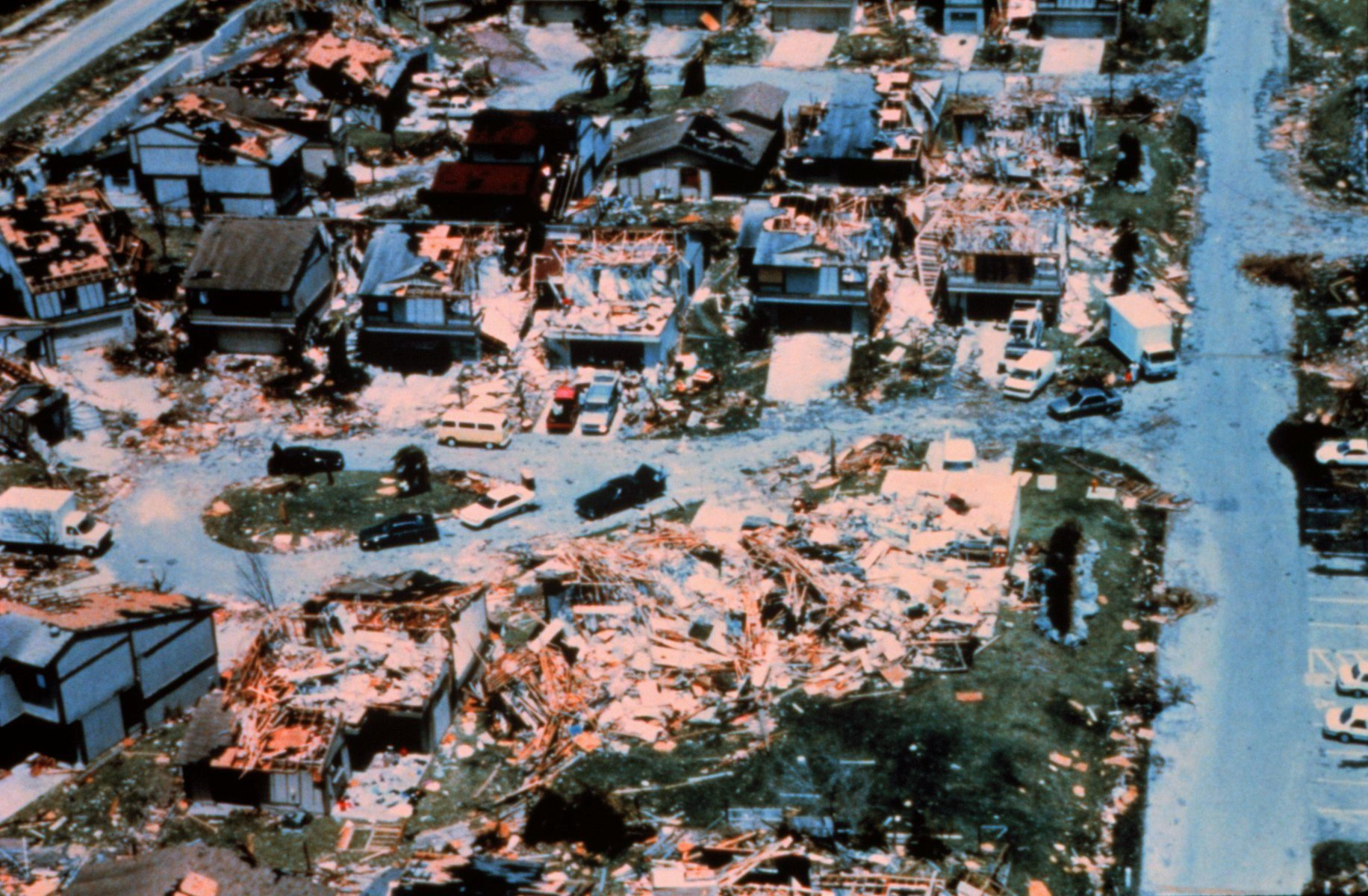
Dégâts aux habitations à Miami.

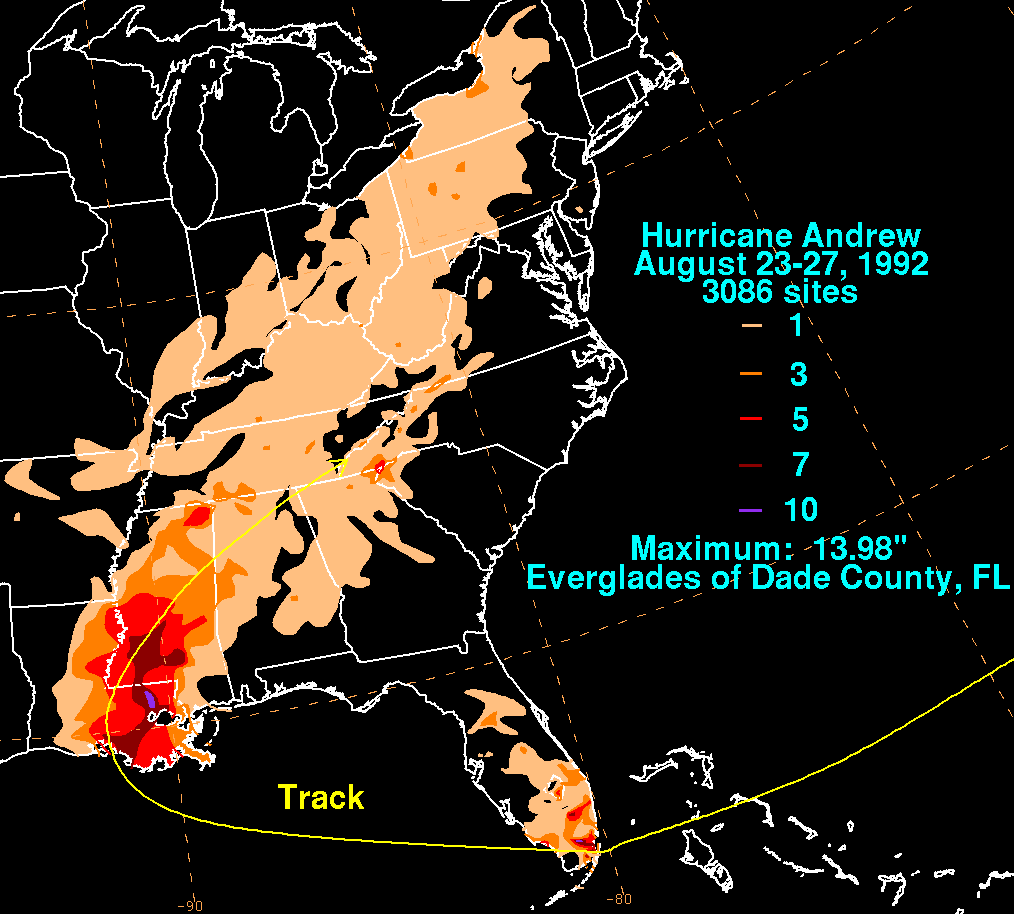
Accumulation de pluie en pouces (un pouce = 25.6 mm) avec Andrew

Le matin du 24 août 1992, l'ouragan Andrew arriva en Floride avec une intensité variant entre les catégories 4 et 5 avec un diamètre d'environ 800 kilomètres. Les vents les plus violents, 260 km/h, laissèrent un sillon destructeur de 40 kilomètres de large. Il traversa les banlieues densément peuplées de Miami, où vivaient 355 000 personnes et 54 furent tuées. Puis il frappa ensuite les Keys et la côte sud-ouest de la Floride.
Une onde de tempête, haute de 5,2 mètres, déferla sur le littoral du sud de Miami, détruisant une centaine de maisons et d'immeubles, qui détruisit plus de 15 000 navires, les projetant les uns sur les autres dans les eaux du port de South Gables. Les vents précipitèrent des bateaux sur la grève, renversèrent d'énormes camions et de petits avions, firent tomber les arbres, éclater les fenêtres des maisons et arrachèrent leur toit. Les « parcs » de maisons mobiles, très populaires dans le sud des États-Unis, furent particulièrement touchés à cause de leur assises et construction moins solides. Cependant, les pires dégâts ont été causés par des tourbillons dans ce vent plutôt que par le vent lui-même selon le célèbre météorologue Tetsuya Théodore Fujita de l'Université de Chicago, qui a visité les régions sinistrées.
Même s'il ne passa que quatre heures en Floride, l'ouragan Andrew détruisit 25 524 habitations, en endommagea 101 241 autres,. La région la plus touchée fut la banlieue de Homestead. Cette région fut privée d'électricité et d'eau courante. La base aérienne qui s'y trouve fut si touchée qu'on le ferma au service actif et que son escadrille fut redéployée à la base de Aviano en Italie. Après une reconstruction partielle, elle sert maintenant pour la Réserve de l'Armée de l'air. Dans la région du Miami métropolitain (comté de Miami-Dade), quatre-vingt-dix pour cent (90 %) des maisons ont perdu leur toit et 99 % des maisons mobiles ont été détruites,. La centrale nucléaire de Turkey Point fut frappée directement et on estime à 90 millions $US les dommages à la centrale, principalement par le renversement de sa tour d'eau et de la cheminée d'une centrale thermique au fioul sur le site. Les installations nucléaires proprement dites n'ont pas subi de dommages, étant construites pour supporter des vents de 362 km/h sans dommages. Le National Hurricane Center, à Coral Gables, s'est également fait frapper directement et a perdu son radar météorologique mais n'a pas cessé ses opérations.
Les pertes agricoles à elles seules sont estimées à 1,04 milliard $US,. Le récif de corail au large des Keys a souffert des dommages modérés jusqu'à vingt-cinq mètres de profondeur. On estime que 25 000 personnes quittèrent définitivement la Floride après le passage d'Andrew. En effet, la région était complètement dévastée. Des débris multiples jonchaient les pelouses des quartiers résidentiels. Presque tous les arbres furent déracinés et une quantité énorme de troncs et de branches s'entassaient sur les terrains. L'eau des ports côtiers était remplie de débris tels des morceaux de maison ou d'arbres, qui la polluaient. Longtemps après son passage, on retrouva des traces de l'ouragan Andrew.
Du pillage a été signalé après la tempête dont au moins 100 personnes vus au centre d'achat Cutler Ridge dans la banlieue sud de Miami mais les soldats de la Garde nationale ont réussi à reprendre le contrôle.
L'effet sur les terres humides de Floride fut énorme. Les arbres de vingt-cinq pour cent des Everglades, (280 km2), furent renversés et il fallut vingt jours à la végétation pour se redresser et à de nouveaux arbres à germer. La turbidité et la baisse d'oxygène engendrées par les vents et les débris eurent un impact modéré sur les espèces marines, menaçant l'industrie de la pêche et la vie animale. Des pertes de 160 millions $US (de 1992) sont enregistrés à ce chapitre par la perte de 182 millions de poissons de toutes sortes.

### Louisiane et Mississippi
L'ouragan traversa ensuite le golfe du Mexique et arriva en Louisiane où il fit des dégâts pour deux milliards de dollars (2002) et tua quatre personnes dont deux par une tornade de force F3 et laissa jusqu'à 303 millimètres de pluie à Hammond (Louisiane). Environ 152 000 clients perdirent l'électricité à cause des bris par le vent. L'onde de tempête de 2,4 mètres inonda une partie de la côte. Les récoltes de soja de maïs et de canne à sucre furent endommagés (200 millions $US pour la canne à sucre).
L'ouragan a sévèrement endommagé les milieux humides du sud de la Louisiane, déracinant ou endommageant le cyprès et saules des marais. Près de la côte c'est jusqu'à 80 pour cent des arbres qui furent touchés, ce pourcentage diminuant à 30 à environ 35 km de la côte. Cette perte et les débris laissés en suspension dans l'eau eurent de nombreux effets sur la faune et les poissons.

### Épilogue
Même si cette catastrophe n'a pas affecté l'air[Quoi ?], la pollution que cela a occasionné est importante puisque les débris ont pollué les cours d'eau et les sols. Entre autres, lors du passage d'Andrew, les milieux aquatiques ont été perturbés entraînant une modification de l'écosystème des animaux aquatiques et terrestres. Beaucoup d'animaux périrent à cause de tous ses chamboulements. Les hommes avec leurs installations qui s'avèrent souvent utiles ont amplifié l'étendue des dégâts. En effet, le passage d'Andrew a donné lieu à des déversements de polluants venant de diverses installations comme des stations d'essence, des raffineries ou d'usines utilisant des produits toxiques. La pollution a donc été énorme en ce qui a trait des coûts de réparation qui furent de 25 milliards de dollars. Le cyclone Andrew était la catastrophe naturelle la plus coûteuse de toute l'histoire des États-Unis avant l'ouragan Katrina.
Après le passage de l'ouragan, des rumeurs ont circulé à l'effet que des centaines sinon des milliers de travailleurs migrants non enregistrés avaient disparu dans la partie sud du comté de Miami-Dade. Une enquête par le quotidien Miami Herald ne trouva aucune preuve de cela et a conclu que la rumeur prenait probablement naissance d'une situation  similaire lors de l'ouragan Okeechobee de 1928 où les migrants n'avaient pas été initialement comptés.
La réponse du gouvernement fédéral, par son agence FEMA, fut critiquée pour sa lenteur. La responsable des mesures d'urgence du comté de Miami-Dade, Kate Hale, déclara à la télévision nationale : « Mais où est donc passée la cavalerie? Ils gardent les ressources pour eux-mêmes. Pour l'amour de Dieu où sont-ils ». En réponse, le président George H. W. Bush répliqua que l'aide était en route et les cuisines de campagne commencèrent à arriver. Les assureurs ont reçu tellement de réclamations que onze agences ont fait faillite et trente ont été au bord de celle-ci. Près d'un million de résidences n'ont plus été assurables après Andrew et la législature de Floride a dû créer des agences gouvernementales d'assurance pour les couvrir (les Joint Underwriting Association, Florida Windstorm Underwriting Association et Florida Hurricane Catastrophe Fund).
Les propriétaires de maisons touchées se sont plaints que leurs demeures auraient dû mieux résister et ont blâmé les constructeurs et un code du bâtiment pas assez sévère. Une enquête a démontré que le code du bâtiment de l'État de Floride demandait des normes de construction suffisantes depuis 1986 mais que son application laissait à désirer. Certains édifices ont ainsi montrés des signes de mauvaise construction mais on n'a pu démontrer que cela était intentionnel. Les dix années qui suivirent Andrew furent particulièrement actives pour la construction résidentielle dans le Comté de Broward, juste au nord de celui de Miami-Dade. Les résidents ayant perdu leur demeure se sont reconstruits dans l'ouest de ce comté dans des nouveaux secteurs comme les communautés de Miramar, Pembroke Pines et Weston.

## Fiction
Stormy weather, de Carl Hiaasen (New York : Alfred A. Knopf, Inc., 1995) dont l'action se situe après le passage de l'ouragan Andrew dans le sud de la Floride. L'action suit les péripéties des habitants ayant à naviguer entre les effets du désastre et les requins financiers essayant d'en profiter.
De l'orage dans l'air - traduction Yves Sarda
- Paris : Denoël, 1999, 458 p. (Thriller).  (ISBN 978-2-207-24472-2)
- Paris : Pocket, 2000, 514 p. (Pocket ; 10534. Thrillers).  (ISBN 2-266-09013-5)
- Paris : Éd. de la Seine, 2001, 458 p. (Succès du livre).  (ISBN 2-7382-1420-7)